# Кришана
Кришана (на румънски: Crişana; на унгарски: Körösvidék; на немски: Kreischgebiet) е една от историко-географските области на Румъния, намираща се в северозападната част на днешна Румъния. Най-големия ѝ град – исторически и културен център на областта, е Орадя.
По принцип Кришана е отнасяна към историческа Трансилвания. Унгарско название на областта е и Бихор, по името на едноименната планина.

## Етимология
Етимологията на името „Кришана“ идва от румънското име „Криш“ на река Кереш. Трите притока образуват в централната част на областта една река от трите „малки“ Кереши, която в близост до границата с Унгария се влива в Тиса.

## География
Кришана е най-отдалечената област от румънската столица Букурещ. Областта е ограничена на изток от Трансилвания от планината Бихор, на юг се ограничава от Банат от реката Муреш, а на север от Марамуреш я ограничава долината на река Сомеш. На запад е унгарската пуста – Панонската низина.
Днес Кришана не съществува като самостоятелна административна единица и самоуправляваща се, а площта ѝ е разделена между няколко румънски окръга. Територията на историческата област обхваща целия окръг Бихор, Арад (без най-южните му част), Сълаж (западната му четвъртина) и южната третина от окръг Сату Маре.
По-големи градове в областта са Залъу, Салонта, Карей и Беюш.

## Население
Преобладаващия етнос в Кришана, според официалната румънска статистика, са румънците, на тук има значително унгарско малцинство (около 20% от населението, според румънската статистика). Румънците са предимно жители на хълмистата и планинска източна част на областта, а унгарците преобладават в западната ѝ част по границата с Унгария. В Кришана има и малко немци и роми.